# Heinrich Mahle
Johann Heinrich Mahle (* 1. Februar 1841 in Schorndorf; † 14. Dezember 1887 in Tübingen) war ein württembergischer Oberamtmann.

## Leben
Nach einer Schreiberausbildung legte Heinrich Mahle 1863 die niedere Dienstprüfung ab und arbeitete anschließend als Revisionsassistent beim Oberamt Balingen. Von 1865 bis 1868 studierte er Regiminalwissenschaften in Tübingen und schloss sich der Landsmannschaft Schottland an. 1868 legte er die erste und zweite höhere Dienstprüfung ab. Seine berufliche Laufbahn begann Heinrich Mahle 1870 als Aktuar beim Oberamt Cannstatt und als Kanzleihilfsarbeiter beim Innenministerium Stuttgart. 1873 wurde er zum Regierungsassessor befördert. 1877 wurde er Oberamtmann beim Oberamt Neuenbürg, 1882 wechselte er als Regierungsrat zur Regierung des Schwarzwaldkreises in Reutlingen. Er verstarb im Alter von 46 Jahren im aktiven Dienst.
1886 wurde Heinrich Mahle mit dem Ritterkreuz 1. Klasse des Friedrichs-Ordens ausgezeichnet.